# Моралне норме
Моралне норме су експлицитна или имплицитна правила понашања која важе у одређеној друштвеној заједници и према којима се неко понашање процењује као морално или неморално, односно добро или рђаво.